# Ferreras de Arriba
Ferreras de Arriba település Spanyolországban,  Zamora tartományban. Ferreras de Arriba Otero de Bodas, Ferreras de Abajo, Tábara, Riofrío de Aliste és Villardeciervos községekkel határos. Lakosainak száma 358 fő (2024).

## Népesség
A település népessége az utóbbi években az alábbiak szerint változott:
| Lakosok száma | 528  | 515  | 495  | 479  | 447  | 420  | 396  | 365  | 359  | 358  |
|               | 2001 | 2004 | 2007 | 2009 | 2012 | 2014 | 2017 | 2019 | 2022 | 2024 |